# Засічне (Грязовецький район)
Засі́чне (рос. Засечное) — присілок у складі Грязовецького району Вологодської області, Росія. Входить до складу Сидоровського сільського поселення.

## Населення
Населення — 1 особа (2010; 8 у 2002).
Національний склад (станом на 2002 рік):
- росіяни — 100 %